# 冷言
冷言（れいげん、1979年 - ）は台湾の推理作家。台湾推理作家協会理事長。

## 来歴
- 2000年 - 台湾の推理小説誌『推理雑誌』に短編「偸臉」が掲載される。
- 2003年 - 第1回人狼城推理文学賞（現・台湾推理作家協会賞）で短編「空屋」がインターネット読者投票1位となる。
- 2004年 - 同賞の第2回に短編「風吹來的屍體」を投じる。
- 2006年 - 初の単行本、『風吹來的屍體』（短編集）を明日工作室より刊行。
- 2008年 - 初の長編『上帝禁區』（第6回皇冠大衆小説賞2次選考通過作品）を刊行。
- 2011年 - 第2回島田荘司推理小説賞にて長編『反向演化』が最終候補。
- 2012年 - 台湾推理作家協会理事長に就任。

綾辻行人の『十角館の殺人』に衝撃を受けて創作を開始しており、論理的な謎解きを主眼とする本格ミステリの普及に努めている。

## 主要作品

### 単行本
長編
- 上帝禁區（白象文化、2008年1月）
- 鎧甲館事件（馥林文化、2009年2月）
- 反向演化（皇冠文化出版、2011年9月）
- 輻射人（尖端出版、2015年1月）

短編集
- 風吹來的屍體（明日工作室、2006年4月）
  - 「風吹來的屍體」
  - 「空屋」
- 請勿挖掘 ―郝仁古董檔案1（明日工作室、2008年3月）
  - 「請勿挖掘」 - 浮文誌新人賞（日本のファウスト賞の台湾版）へ応募するために執筆されたため、作風がやや異なる。[1]
  - 「牆中的女人」

### アンソロジー収録短編
- 找頭的屍體（『台灣推理作家協會傑作選1』、2008年3月）

自身のサイト及び台灣推理夢工廠で公開中の短編
- 找頭的屍體
- 你不乖
- 請勿挖掘
- 無法入睡
- 布～仔日記 汝即真兇
- 布～仔日記 藏葉於林
- 布～仔日記 無頭屍體
- 布～仔日記 一個都不留